# Tramutola
Tramutola är en ort och kommun i provinsen Potenza i regionen Basilicata i Italien. Kommunen hade 3 033 invånare (2017).